# 横滨正金银行青岛分行
36°04′32.3″N 120°18′53.2″E / 36.075639°N 120.314778°E
横滨正金银行青岛分行，或称横滨正金银行青岛支店，是日本半官方性质的外汇专业银行横滨正金银行在中国青岛所建的分行，其旧址位于今日山东省青岛市市北区馆陶路1号，建于1919年，由日本建筑师长野宇平治设计，1945年以后曾先后为中央信托局青岛分局、青岛市房产管理局、青岛市商业银行所使用。现为山东省文物保护单位青岛馆陶路近代建筑的一部分。

## 历史
1913年11月，横滨正金银行青岛出张所设立，最初位于今中山路91号址，1914年8月日德青岛战役爆发后一度歇业，1914年11月日军占领青岛后复业。横滨正金银行取代了德华银行青岛分行在青岛的垄断地位，以各种措施扶持日本商人、企业在青岛开业，于1915年11月开始发行以日本旧银元为本位的银元券，在青岛及胶济铁路沿线强制发行，同时控制胶平银以操纵青岛金融市场，并经日本占领军当局指定存储胶海关及胶济铁路的全部收入。1919年上半年，青岛出张所改为青岛支店。同年7月31日，该行在所泽町（今馆陶路）的行址建成，由日本建筑师长野宇平治设计，华胜建筑公司承建。

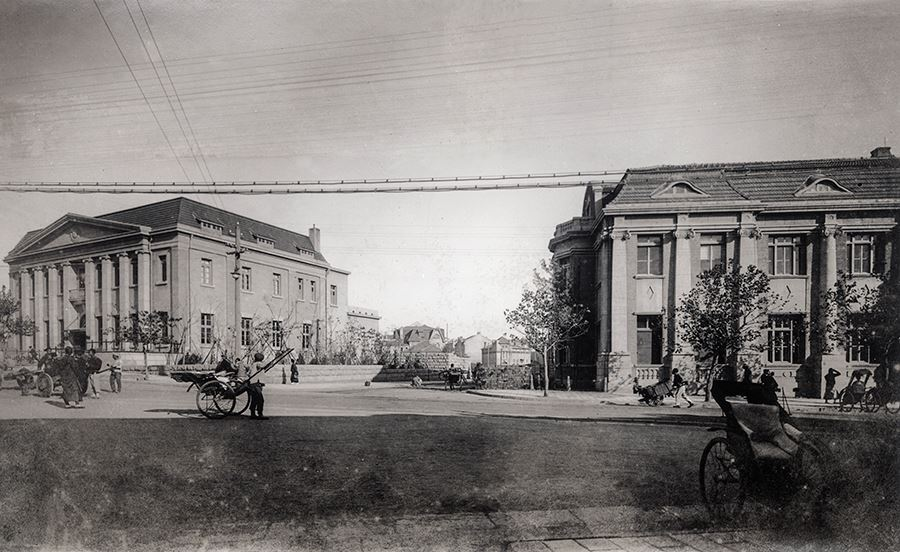
横滨正金银行青岛分行（左）与三井洋行青岛分行（右）

1922年北洋政府收回青岛后，该行仍控制青岛金融市场，并享有经收、承汇关税的特权。1927年，横滨正金银行青岛支店存放款总额占青岛各日本银行存放款总额半数以上，而当时青岛各中资银行的存款总额尚不抵横滨正金银行一家。1929年7月，中国银行青岛分行、交通银行青岛分行等中资银行宣布停止使用胶平银进行银钱兑换交易，改用银元，获青岛市政府支持。横滨正金银行曾通过日本驻青岛总领事馆抗议，但因中国商人一致抵制而作罢。通过废两改元、抵制横滨正金银行钞票、币制改革等措施，横滨正金银行在青岛的势力逐渐被削弱。
1937年七七事变后，该行停业撤离，1938年1月日军第二次占领青岛后重新设立，并通过控制中国联合准备银行控制青岛金融。1945年日本投降后，该行由中国银行青岛分行接收。1946年1月，中央信托局青岛分局成立，办公地址设于此处。该局开展金融机构业务的同时接收大量房产。1949年6月青岛解放后，青岛市军管会房产部接收此处作为办公地点，1950年6月撤销改设青岛市房地产管理局，1959年1月改称青岛市房产管理局。约1990年代以后，该建筑改由青岛市商业银行（2008年改名青岛银行）使用，至2020年为青岛银行馆陶路支行行址。2000年，该建筑列入第一批青岛市历史优秀建筑名单。2006年12月7日，该建筑成为山东省文物保护单位青岛馆陶路近代建筑的一部分。2020年5月，该楼改由某私人企业使用至今。

## 建筑特色
横滨正金银行青岛分行旧址占地面积4,780.02平方米，建筑面积1,111.38平方米，平面大致为矩形，砖石木结构，地上2层，地下1层，有阁楼。花岗石砌基，水刷灰墙面，红瓦蒙莎屋顶，上开气窗。主立面向西临街，模仿古希腊古罗马神庙样式，8根壁柱直达檐口，中央大三角山墙，主入口上方有铁花栅栏挑台。大厅高5.5米，水磨石地面，天花板为方块凹形饰花藻井。厅内设藏金库房。